# Diogo Gonçalves
Diogo António Cupido Gonçalves (Almodôvar, 6 febbraio 1997) è un calciatore portoghese, attaccante del Real Salt Lake.

## Carriera

### Club
Cresce nelle giovanili del Benfica. 
Il 14 febbraio 2015 fa il suo esordio da professionista con il Benfica B subentrando a venti minuti dal termine nel match contro l'Oliveirense, valido per la Segunda Liga.
Il 24 maggio segna la prima rete da professionista contro la squadra B del Vitória Guimaraes. Qualche giorno più tardi si mette in mostra segnalando l'unica rete nella partita amichevole con il F.C. United of Manchester.
Il 5 gennaio 2023 viene acquistato dal Copenaghen.
Il 9 agosto 2024 viene ceduto al Real Salt Lake.

### Nazionale
Partecipa con la nazionale Under-20 portoghese al Campionato mondiale 2017 di categoria. Nell'arco di tutta la competizione viene schierato titolare in tutte e cinque le partite giocate dal Portogallo, segnando anche tre reti.

## Statistiche

### Presenze e reti nei club
Statistiche aggiornate all'8 novembre 2020.
| Stagione          | Squadra           | Campionato        | Campionato | Campionato | Coppe nazionali | Coppe nazionali | Coppe nazionali | Coppe continentali | Coppe continentali | Coppe continentali | Altre coppe | Altre coppe | Altre coppe | Totale | Totale |
| Stagione          | Squadra           | Comp              | Pres       | Reti       | Comp            | Pres            | Reti            | Comp               | Pres               | Reti               | Comp        | Pres        | Reti        | Pres   | Reti   |
| ----------------- | ----------------- | ----------------- | ---------- | ---------- | --------------- | --------------- | --------------- | ------------------ | ------------------ | ------------------ | ----------- | ----------- | ----------- | ------ | ------ |
| 2014-2015         | Benfica B         | SL                | 10         | 1          |                 | -               | -               |                    | -                  | -                  |             | -           | -           | 10     | 1      |
| 2015-2016         | Benfica B         | SL                | 36         | 6          |                 | -               | -               |                    | -                  | -                  |             | -           | -           | 36     | 6      |
| 2016-2017         | Benfica B         | SL                | 35         | 3          |                 | -               | -               |                    | -                  | -                  |             | -           | -           | 35     | 3      |
| 2017-2018         | Benfica B         | SL                | 5          | 0          |                 | -               | -               |                    | -                  | -                  |             | -           | -           | 5      | 0      |
| Totale Benfica B  | Totale Benfica B  | Totale Benfica B  | 86         | 10         |                 | -               | -               |                    | -                  | -                  |             | -           | -           | 86     | 10     |
| 2017-2018         | Benfica           | SL                | 7          | 0          | CP+CdL          | 1+0             | 0               | UCL                | 4                  | 0                  |             | -           | -           | 12     | 0      |
| 2018-2019         | Nottingham Forest | FLC               | 7          | 0          | FACup+CdL       | 0+3             | 0               |                    | -                  | -                  |             | -           | -           | 10     | 0      |
| 2019-2020         | Famalicão         | PL                | 27         | 5          | CP+CdL          | 5+1             | 2+0             |                    | -                  | -                  |             | -           | -           | 33     | 7      |
| 2020-2021         | Benfica           | SL                | 21         | 1          | CP+TdL          | 4+0             | 0               | UEL                | 5                  | 1                  |             | -           | -           | 30     | 2      |
| 2021-2022         | Benfica           | PL                | 23         | 0          | CP+CdL          | 0+3             | 0+0             | UCL                | 8                  | 0                  | -           | -           | -           | 34     | 0      |
| 2022-gen. 2023    | Benfica           | PL                | 10         | 0          | CP+CdL          | 2+2             | 0+0             | UCL                | 6                  | 1                  | -           | -           | -           | 20     | 1      |
| Totale Benfica    | Totale Benfica    | Totale Benfica    | 61         | 1          |                 | 12              | 0               |                    | 23                 | 2                  |             | -           | -           | 96     | 3      |
| gen.-giu. 2023    | Copenaghen        | SL                | 14         | 5          | CD              | 4               | 3               | -                  | -                  | -                  | -           | -           | -           | 18     | 8      |
| 2023-2024         | Copenaghen        | SL                | 13         | 5          | CD              | 2               | 0               | UCL                | 11                 | 3                  | -           | -           | -           | 26     | 8      |
| Totale Copenaghen | Totale Copenaghen | Totale Copenaghen | 27         | 10         |                 | 6               | 3               |                    | 11                 | 3                  |             | -           | -           | 44     | 16     |
| Totale carriera   | Totale carriera   | Totale carriera   | 208        | 26         |                 | 27              | 5               |                    | 34                 | 5                  |             | -           | -           | 269    | 36     |

## Palmarès

### Club

#### Competizioni nazionali
- Campionato danese: 1

Copenhagen: 2022-2023
- Coppa di Danimarca: 1

Copenhagen: 2022-2023